# Steelcase
Steelcase ist ein US-amerikanischer, international tätiger Hersteller von Büroeinrichtungen und Raumlösungen. Das Unternehmen wurde 1912 in Grand Rapids Michigan, USA, gegründet. Weltweit hat Steelcase etwa 11.700 Beschäftigte und über 800 Fachhändler. 1980 wurde Pohlschröder zu je 50 % von dem US-amerikanischen Unternehmen Steelcase Inc. aus Grand Rapids und dem französischen Unternehmen Strafor aus Straßburg gekauft. Im Geschäftsjahr 2017 erwirtschaftete der Büromöbelhersteller, der seit 1998 an der New Yorker Börse gehandelt wird, einen Umsatz von 3 Milliarden US-Dollar. IDEO, ein global agierendes Designstudio, ist eine Tochtergesellschaft von Steelcase.

## Steelcase GmbH
Die Steelcase GmbH ist für die Länder Deutschland, Österreich und die Schweiz zuständig und entstand 1998 aus der Übernahme der Werndl Büromöbel AG, gegründet 1895 in Rosenheim. Die Verwaltung befindet sich seit August 2017 in München, eine Fertigungsstätte im oberbayerischen Rosenheim. Die deutsche Tochter erwirtschaftete im Geschäftsjahr 2016 (1. März 2015 – 29. Februar 2016) einen Umsatz von 244 Millionen Euro. Bis 2015 gab es einen zweiten Produktionsstandort in Durlangen (Baden-Württemberg). Die Produktion wurde von dort nach Stříbro, Tschechien verlagert.

## Forschung
Gemeinsam mit Partnern, Forschungseinrichtungen und Universitäten wie beispielsweise der Harvard oder Stanford University, dem Royal College of Arts, der Fraunhofer-Gesellschaft oder der LMU in München forscht Steelcase, wie Menschen arbeiten und auf welche Weise sie dabei am besten unterstützt werden können. Dieser nutzerorientierte Ansatz ist auch unter dem Begriff user-centered design bzw. nutzerorientierte Gestaltung bekannt.

## Nachhaltigkeit
Die Verpflichtung zu nachhaltigem Handeln in Produktentwicklung und Produktion begann bei Steelcase bereits 1960 mit dem Recycling. Seit Jahrzehnten fertigt das Unternehmen Produkte, die die Erhaltung der Natur in ihrer Ursprünglichkeit garantieren: durch Lebenszyklus-Analysen, entsprechende Zertifizierungen und durch Fertigung nach dem „Cradle-to-Cradle-Prinzip“. Zahlreiche internationale Umwelt- und Innovationspreise belegen das Engagement seit Beginn der sechziger Jahre.

## Auszeichnungen
Für seine Produkte erhielt das Unternehmen in den letzten Jahren unter anderem folgende Auszeichnungen:
- red dot design award
- Focus Green Award
- IF Design Award
- AIT Innovationspreis
- Good Design Award (Chicago Athenaeum)